# Jesús Torrecilla
Escritor español, nacido en Villar del Pedroso (provincia de Cáceres) el 15 de diciembre de 1954. Es profesor de Literatura en UCLA y reside en Los Ángeles desde 1986, salvo un intervalo de cinco años en Luisiana (1991-1996). Hizo sus estudios universitarios en Madrid (Universidad Complutense), Tenerife (Universidad de La Laguna) y Múnich (Ludwig-Maximilians-Universität). Completó el doctorado en Los Ángeles (University of Southern California).
Ha publicado varios libros de crítica literaria e historia, así como novelas, ensayos, cuentos, y artículos de opinión. Su primera novela, Tornados, obtuvo el Premio de Narrativa de la Editorial Lengua de Trapo en 1998.

## Crítica literaria, historia y ensayo
- El tiempo y los márgenes (1996)
- La imitación colectiva (1996)
- España exótica (2004)
- La actualidad de la Generación del 98 (2006)
- Guerras literarias del XVIII español: la modernidad como invasión (2008)
- España al revés: Los mitos del pensamiento progresista (1790-1840) (2016)

## Novelas y cuentos
- Tornados (1998)
- Guía de Los Ángeles (2001)
- En la red (2004)
- Pasado de revoluciones (2016)
- Exilios en el limbo (2019)

## Artículos de opinión
- Artículos en El Huffington Post

- Datos: Q5930709